# Maletín

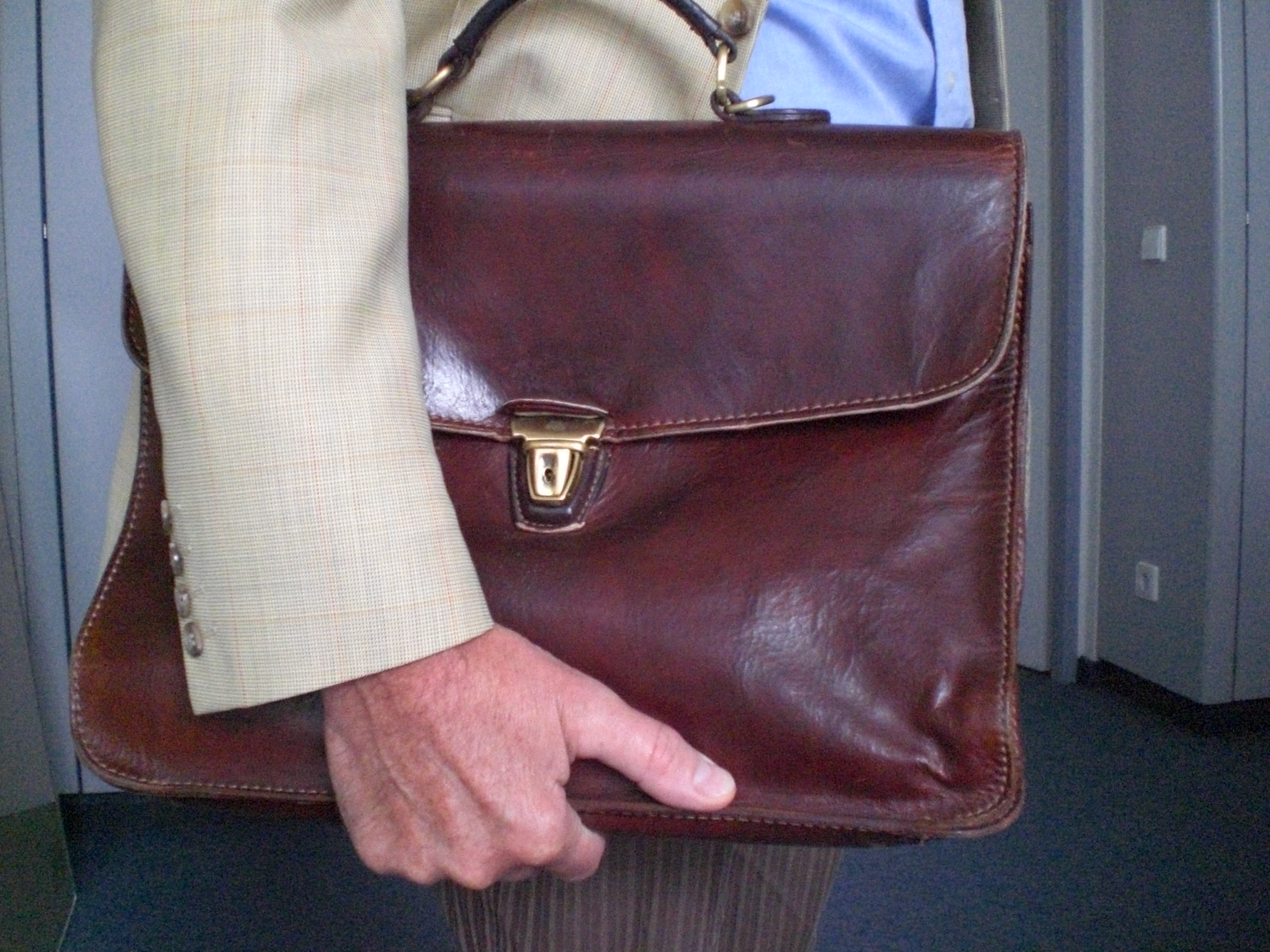
Maletín de cuero.

Un maletín es una maleta pequeña y estrecha para llevar documentos u otros objetos de parecidas dimensiones como, por ejemplo, computadoras portátiles. 
El maletín es una maleta que se transporta cómodamente por medio de un asa pero que también admite el uso de correa para llevarla colgada. Como el maletín se muestra en público y se lleva a las reuniones de negocios, su aspecto externo es cuidado siendo muy comunes los fabricados en materiales nobles como cuero o piel.
De entre los variados tipos de maletín, se pueden distinguir dos modalidades principales:
- los que se abren frontalmente como una cartera
- los que se abren lateralmente como una maleta, ya sea con cremallera ya con cierres metálicos

Los maletines cuentan con separadores internos así como bolsillos interiores y exteriores para transportar de forma ordenada diferentes objetos:
- documentos, blocs y carpetas
- bolígrafos y material de escritura
- teléfono móvil
- tarjetas de visita
- cables y periféricos, en el caso de los ordenadores portátiles

## Galería

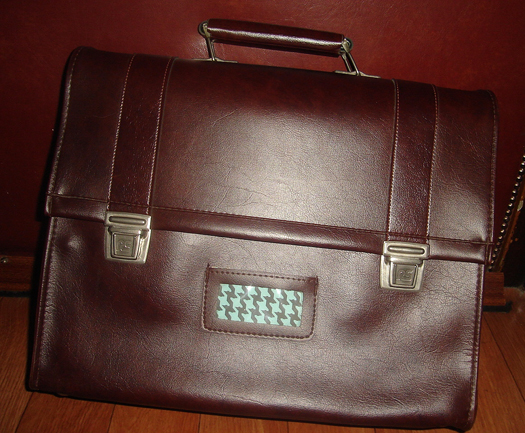
Maletín flexible de cierre frontal
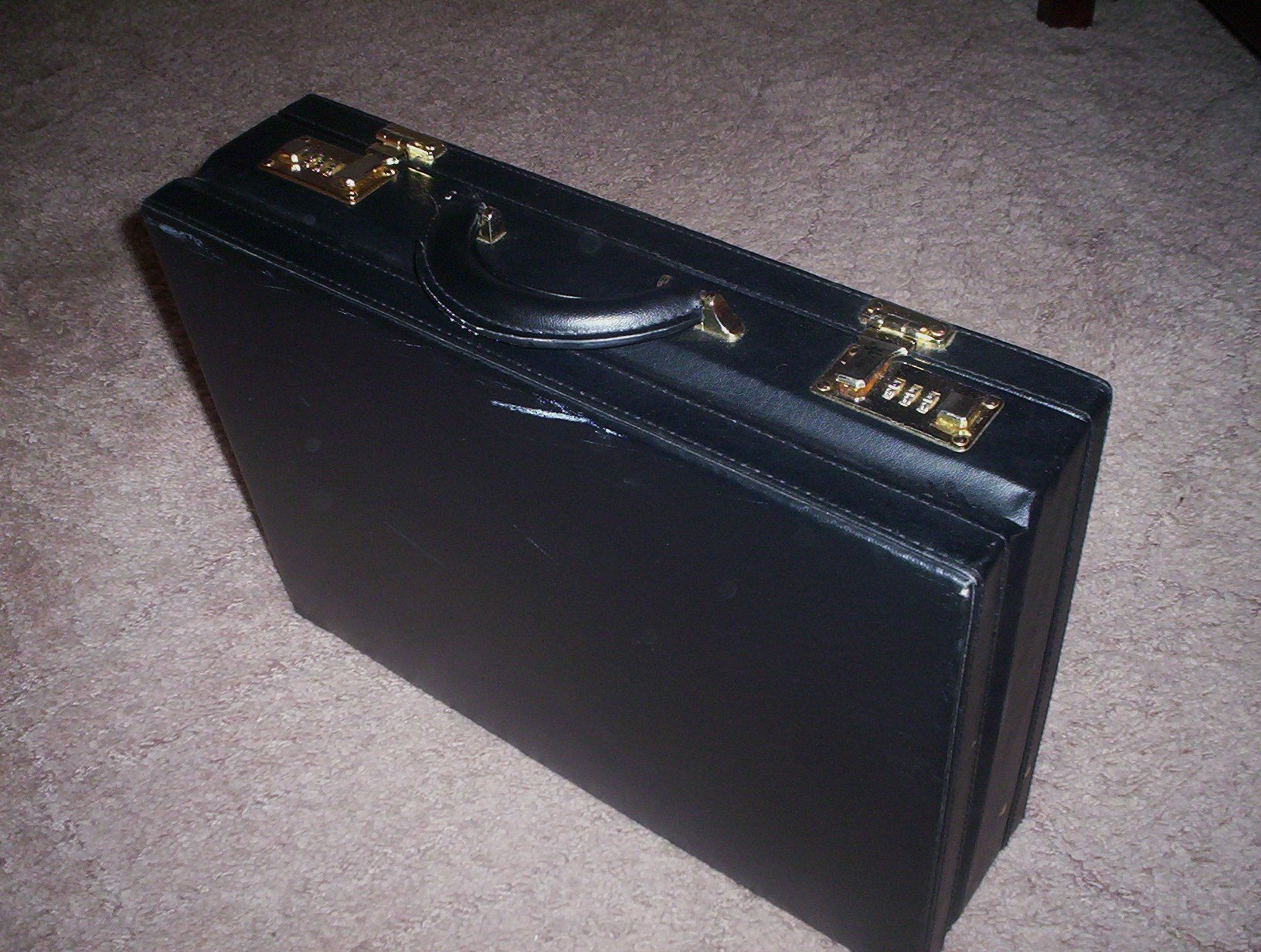
Maletín rígido de cierre lateral
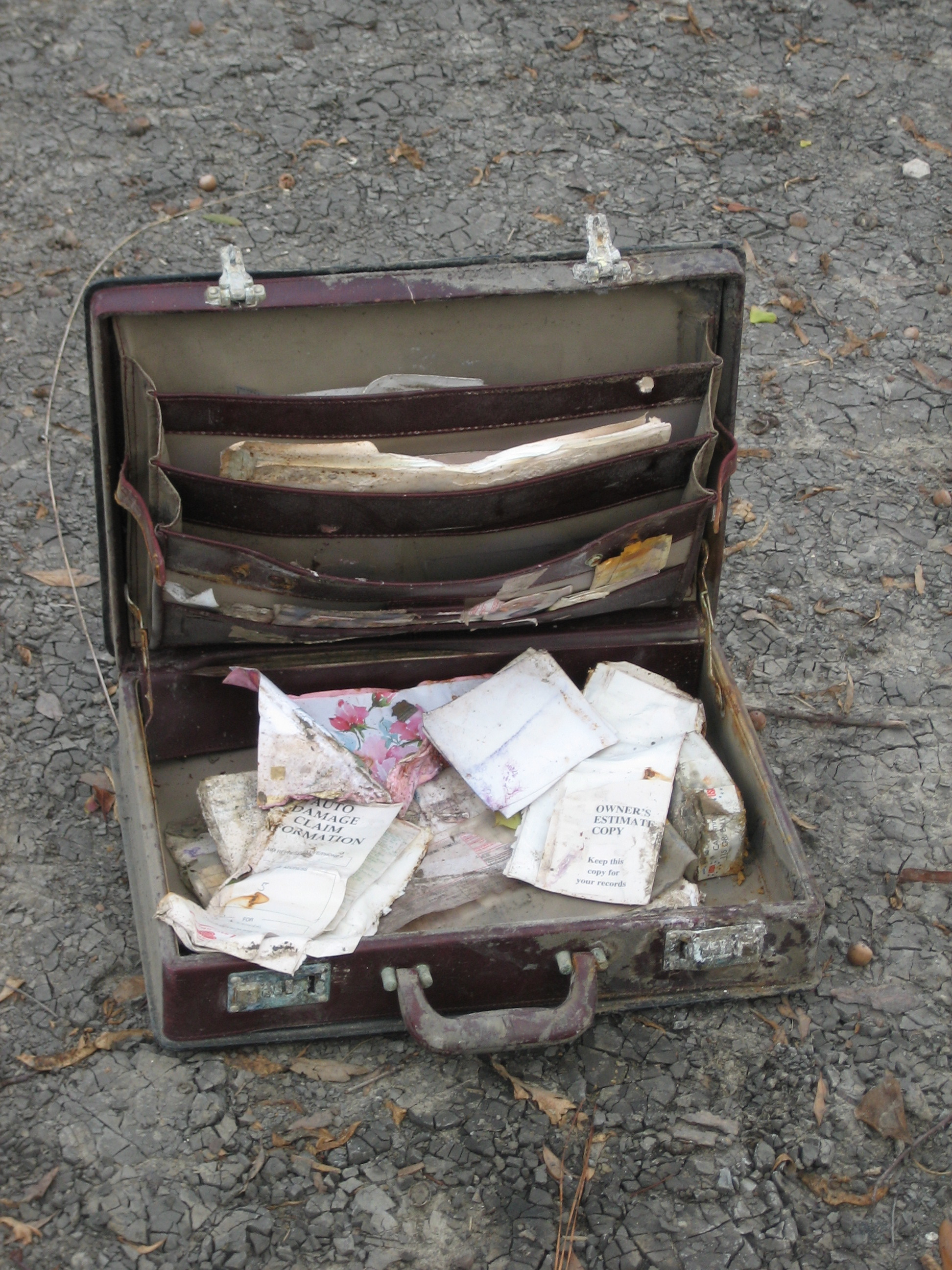
Viejo maletín con compartimentos
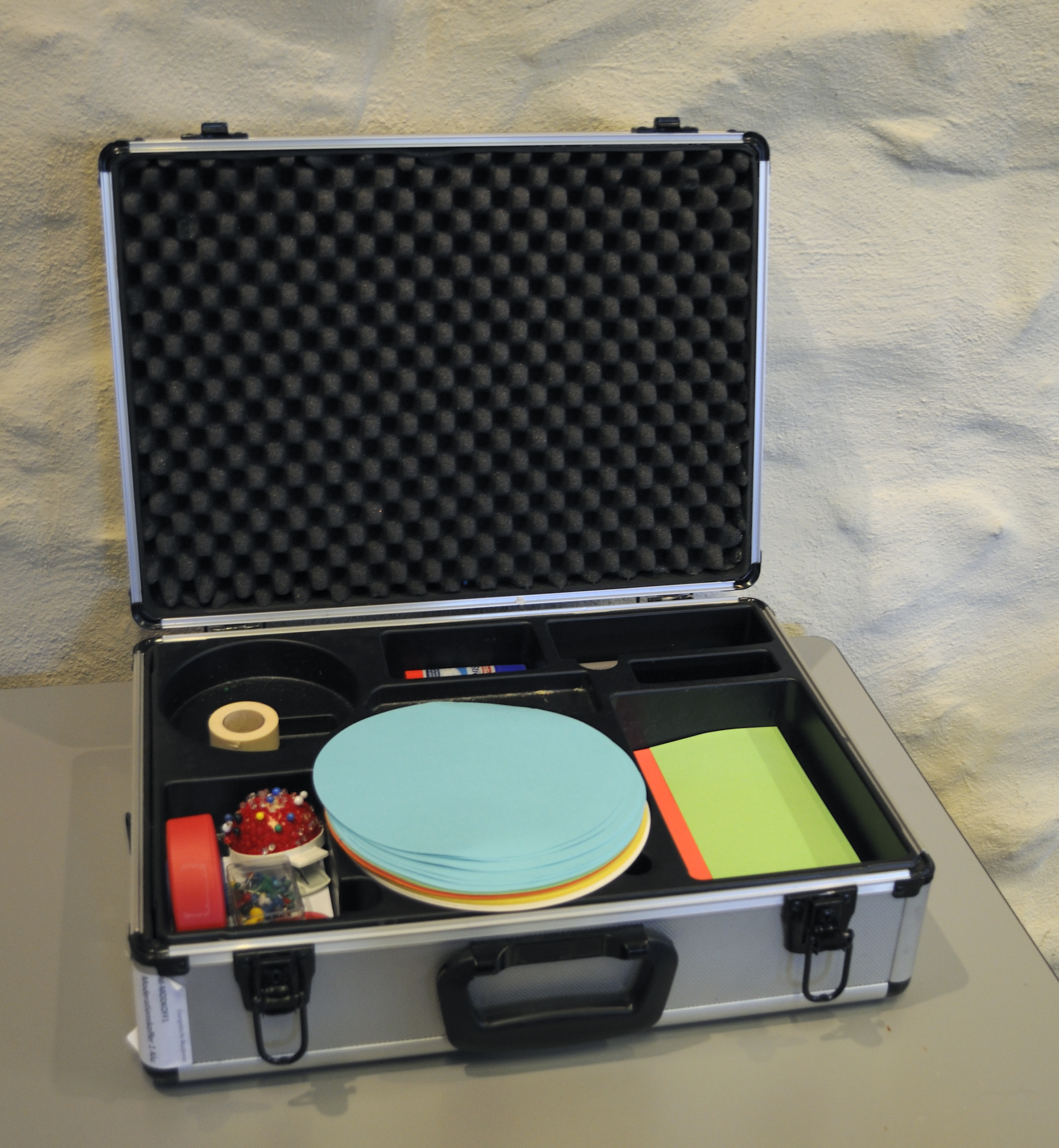
Maletín de formador
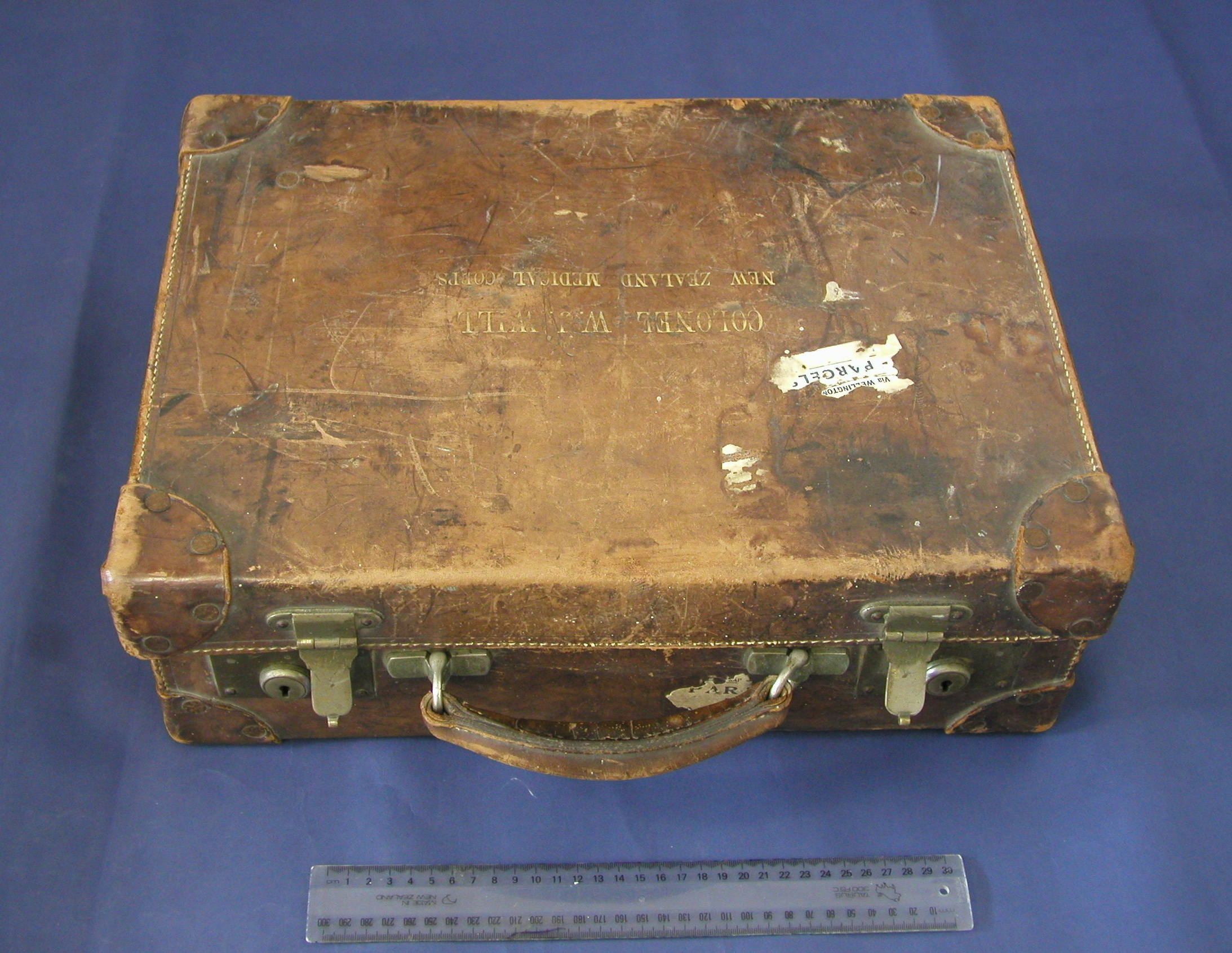
Maletín médico